# Aeritalia F-104S Starfighter
Pour les articles homonymes, voir Starfighter.
L’Aeritalia F-104S Starfighter était une version produite sous licence en Italie de l'intercepteur supersonique américain Lockheed F-104 Starfighter. Produit par Aeritalia, il effectua son service au sein de l'Aeronautica Militare Italiana (AMI, la force aérienne italienne) et fut le pilier de cette force aérienne de la fin des années 1960 jusqu'au début du 21e siècle. Le F-104S servit également dans l'armée de l'air turque jusqu'au milieu des années 1990.
Le F-104S était l'ultime évolution de la lignée des Starfighters. Dérivé des études menées par Lockheed pour la conception d'un « Super Starfighter », il fut l'un des modèles les plus performants de la série des F-104, et était destiné à être le dernier encore en service dans le monde. Le F-104S (dans sa version évoluée ASA/M) fut retiré du service en octobre 2004.

## Conception et développement

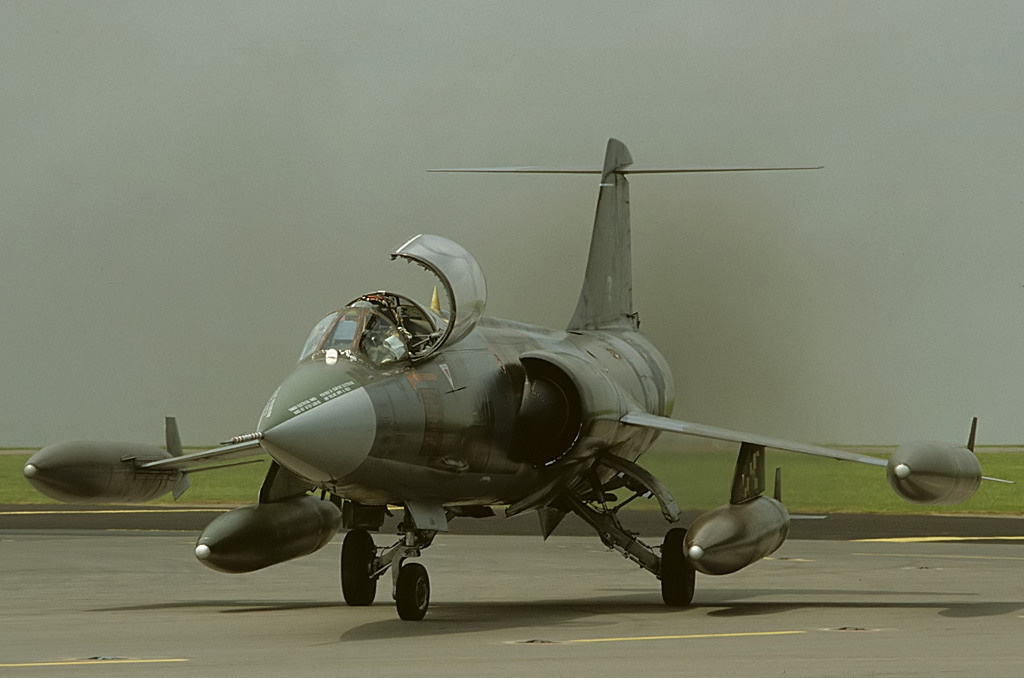
Un F-104S de l'Armée de l'Air italienne, photographié au roulage en Angleterre en juin 1997.

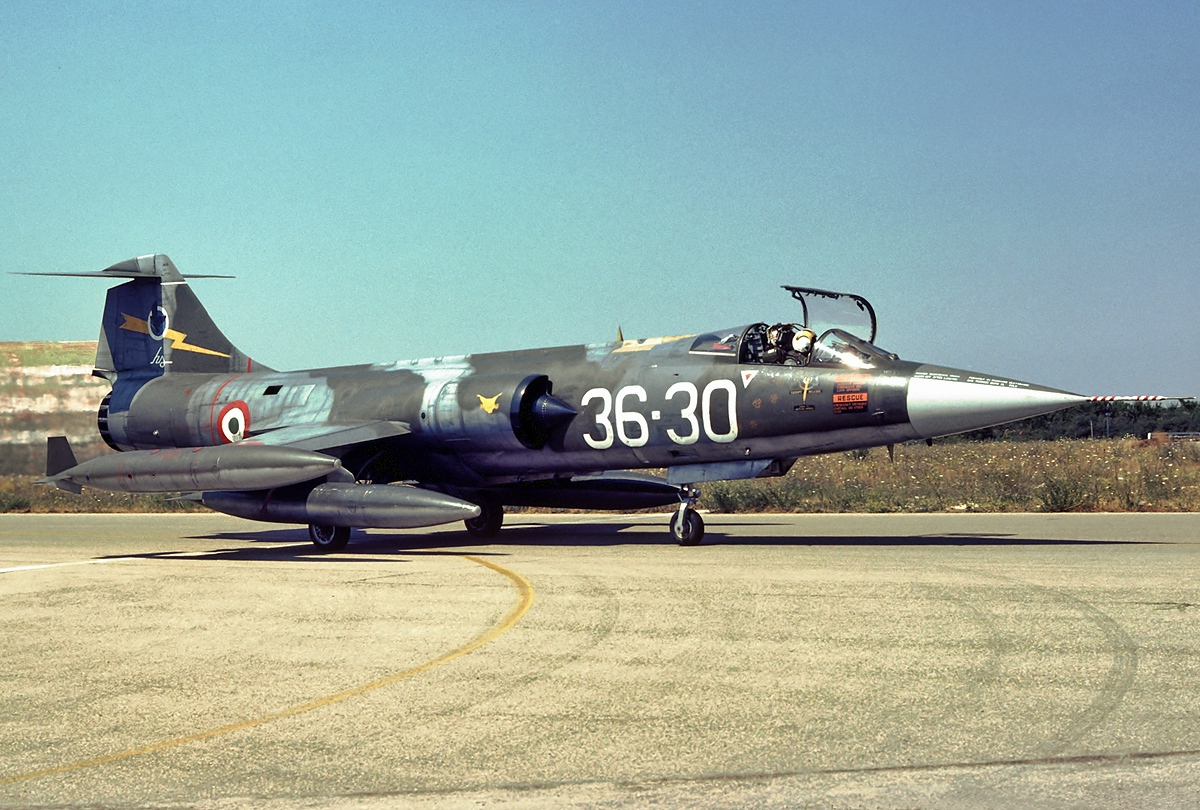
Un F-104S-ASA/M de l'Armée de l'Air italienne sur la base de Gioia del Colle, en 1981.

La série des F-104 était entrée dans une seconde phase de développement avec l'arrivée du F-104G pour l'Allemagne de l'Ouest, utilisatrice principale de cette version. Alors que l’'US Air Force ne montrait plus aucun intérêt pour le F-104, la Lockheed Corporation proposa le Model CL-901, doté du nouveau moteur J79-GE-19 et du missile air-air amélioré Sparrow III. Des développements ultérieurs proposés incluaient le CL-958, doté d'ailes plus grandes, le CL-981, doté de plans canards rétractables derrière le cockpit, et le CL-984 optimisé pour les missions d'attaque à basse altitude. Un RF-104G fut modifié et vola en décembre 1966 sous la désignation de CL-901 Super Starfighter. Extérieurement, le nouvel avion avait des entrées d'air significativement agrandies et des guides aérodynamiques d'entrée en acier, qui permettaient une augmentation de la température de fonctionnement de 121 à 175 °C, donnant à l'avion une vitesse maximale de Mach 2,2.
Au cours des cinq premières années de service en Italie, 23 F-104G furent perdus. Comme seulement 80 à 90 F-104 sur les 149 acquis étaient opérationnels dans le meilleur des cas, il fut décidé d'acheter un nouvel intercepteur et chasseur-bombardier pour renforcer les unités de première ligne.
L'expression de besoins « AW-X » (All-Weather-eXperimental, « expérimental tous-temps ») de l'AMI au milieu des années 1960, concernant un nouveau chasseur tous-temps, mena à l'évaluation de nombreux appareils déjà disponibles : Les McDonnell Douglas F-4B/C Phantom, Dassault Mirage III C-1, BAC Lightning, et North American F-100S Super Sabre, parmi d'autres. Le choix final se porta sur le Lockheed CL-980 (une version simplifiée dotée des mêmes ailes du CL-901). Le 26 janvier 1966, l'AMI choisit le F-104S définitif comme futur chasseur. Le premier F-104S était en fait un F-104G construit par Fiat modifié, le MM6658, qui servit de prototype aérodynamique et vola pour la première fois le 22 décembre 1956, tandis qu'un second prototype, le MM6660, doté de nouveaux systèmes d'avionique plus proches de la configuration finale, vola le 28 février 1967. Le MM.6701, premier F-104S de production construit par Aeritalia vola le 30 décembre 1968.
Le F-104S fut conçu pour emporter les missiles AIM-7 Sparrow, d'où le « S » dans le nom de cette version. Il était cependant dépourvu du canon de 20 mm qui équipait les autres F-104. Dans le rôle d'avion d'attaque au sol, le F-104S était doté de neuf points d'emport et pouvait emporter jusqu'à sept bombes de 227 ou 340 kg, une forte amélioration par rapport au F-104G, qui ne pouvait emporter que la moitié de cette charge sur cinq points d'emport, deux de ceux-ci étant réservés à l'emport de réservoirs auxiliaires. Théoriquement, un F-104S pouvait être équipé de cinq bombes, deux réservoirs largables et deux missiles air-air à courte portée AIM-9 Sidewinder, devenant alors un avion multirôle.
Le nouvel avion entra en service au milieu de l'année 1969 avec le 22° Gruppo (51° Stormo), et cette année le F-104S accumula 460 heures de vol.
L'AMI acheta 205 exemplaires de l'avion, tous livrés entre 1969 et 1979, avec le 100e exemplaire livré en janvier 1973 et le 200e en mai 1976. Le F-104S fut construit en deux versions : Comme intercepteur doté de missiles Sparrow (le canon M61 Vulcan étant retiré), et comme chasseur-bombardier, conservant le canon et étant doté de bombes et d'autres types d'armement air-surface. Les modèles étaient interchangeables, ce qui ne permet pas de déterminer avec précision combien d'appareils furent construits selon l'une ou l'autre des spécifications.

## Histoire opérationnelle

### Service en Italie

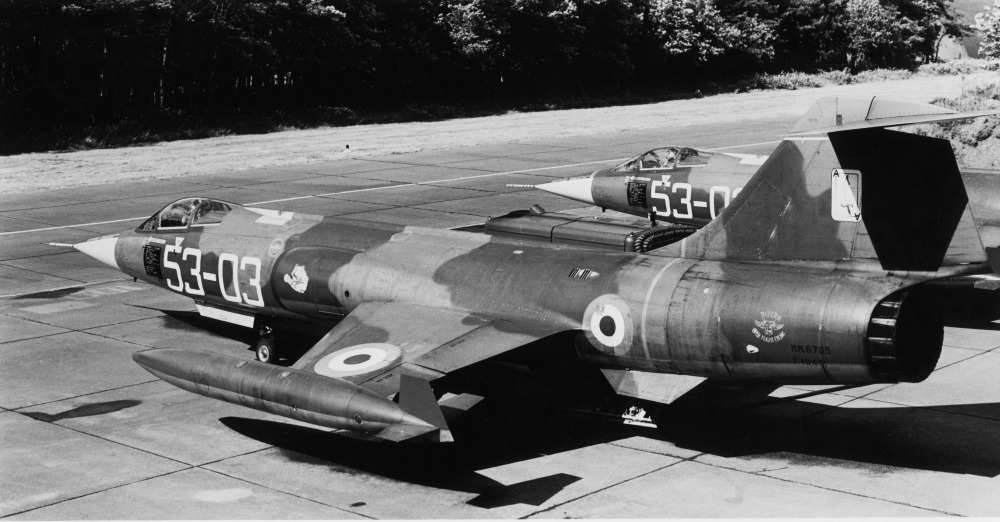
Un F-104S du 21 Grupo de l'Armée de l'Air italienne.

Les escadrons de l'AMI équipés de F-104G et F-104S furent les nos 9, 10, 12, 18 (initialement reconnaissance puis double rôle), 20 (entraînement), 21, 22, 23, 28 (reconnaissance), 132 (reconnaissance), 102, 154, 155 et 156 (bombardement).
Le turboréacteur J79-GE-19 autorisait une montée plus rapide en altitude, comparable avec celle des chasseurs contemporains, jusqu'à 277 m/s et avec un temps de montée à 10 600 m de 80 secondes, soit dix secondes de moins que le F-104G. L'avion était également capable d'atteindre une vitesse de Mach 2 (2 090 km/h) à une altitude de 12 000 m en environ cinq minutes.
Napoleone Bragagnolo, un pilote d'essai d'Aeritalia, fut en mesure de se poser à Ciampino, Rome, 19 minutes et 30 secondes après avoir décollé de Turin. Au cours de ce vol avec deux réservoirs auxiliaires d'extrémités d'ailes, il grimpa à 15 000 m et accéléra à Mach 2 (2 090 km/h). L'avion avait encore 1 300 litres de carburant à bord lorsqu'il atterrit, assez pour atteindre Palerme à vitesse subsonique. La vitesse moyenne pour le vol fut de Mach 1,5.
Même avec ces nouveaux Starfighters, le taux de perte demeurait élevé, avec un pic en 1973 et 1975 (dix F-104 de toutes versions de l'AMI furent perdus au cours de cette période). En 1997, l'Italie avait perdu 137 de ses F-104 (soit 38 %) en 928 000 heures de vol cumulées, soit un taux de 14,7 avions toutes les 100 000 heures. En dépit d'une baisse du taux de pertes dans les années 1980 (avec 33 pertes entre 1981 et 1990 inclus), le débat sur la fiabilité de cet avion fut souvent intense dans les médias de masse. Dans les années 1980 de taux de pertes chuta, et encore plus dans les années 1990, quand toutes les vieilles versions (excepté les TF-104) furent envoyés à la destruction. Le dernier F-104 italien fut retiré des unités de première ligne en 2004, après que l'avion ait volé environ un million d'heures pendant un total de plus de 40 ans de service. Quatre F-104 (deux TF-104M et deux F-104S-ASA/M) furent utilisés par le centre d'essais de l'armée de l'air italienne jusqu'en juillet 2005. Le dernier vol militaire d'un F-104 eut lieu à Pratica di Mare le 27 juillet 2005.

### Service en Turquie

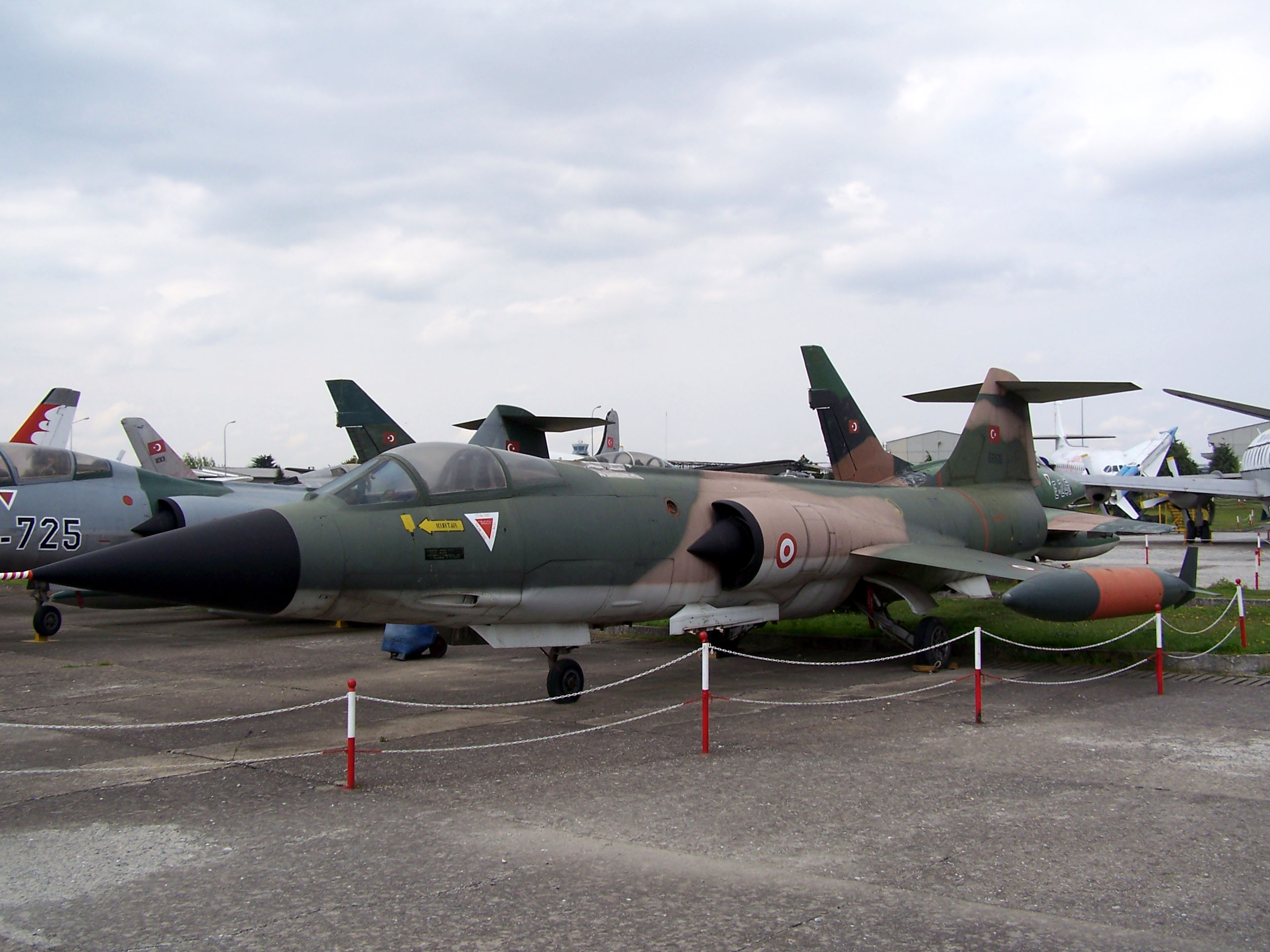
Un F-104S exposé au musée de l'Aviation d'Istanbul.

La Turquie fut le seul autre client à l'achat du F-104S. La commande initiale fut passée en 1974, avec le premier des 18 exemplaires entrant en service en décembre 1974. Ces premiers appareils furent un cadeau de la Libye à la Turquie pendant l'embargo américain contre l'Invasion turque de Chypre en 1974. Il semblerait qu'ils aient également été utilisés comme récompense pour les bonnes relations et l'assistance technique turque pour améliorer les capacités de la force aérienne libyenne.
18 autres exemplaires furent commandés en mai 1975, puis cette commande passa à 40 exemplaires, mais une autre série (de 20 appareils) fut abandonnée, probablement parce-que des F-4 étaient également en cours de livraison. Ils servirent avec les 142 et 182 Filo à partir des années 1970, et environ une douzaine de ces avions étaient toujours en service jusqu'au milieu des années 1990. Alors que 200 missiles Selenia AIM-7 (des Sparrows fabriqués aussi sous licence en Italie) furent livrés à la Turquie, les F-104 turques ne furent que rarement vus équipés de ceux-ci, et il est à supposer que les F-4 furent probablement les utilisateurs principaux de ces missiles.

## Évolutions
Deux programmes d'évolution à mi-vie du F-104S (en anglais : « Mid-life updates ») furent entrepris avant la mise en service au sein de l'AMI de l'Eurofighter Typhoon. Elles menèrent à la création des versions F-104S-ASA et F-104S-ASA/M.

### F-104S-ASA
Le F-104S-ASA, de l'italien : « Aggiornamento Sistemi d'Arma » (« mise à jour des systèmes d'armes »), développé en 1986, introduisait un radar Fiar Setter doté de la capacité de détection en dévers (look-down) et de la compatibilité avec le missile Selenia Aspide. Les AIM-9L furent ensuite utilisés comme armement principal, remplaçant les versions AIM-9B et AIM-9F de ce missile, alors que les AIM-7 plus vieux furent retenus. Habituellement, un AIM-7 était emporté sous chaque aile. Au total, 147 des cellules de F-104S furent converties au standard ASA, pour un coût d'environ 600 milliards de Lires. Le dernier ASA fut livré aux forces au début des années 1990.

### F-104S-ASA/M
L'évolution ASA/M (ASA/Modificato), initialement connue sous le nom d'« ECO » (en italien : « Estensione Capacità Operative »), était plus focalisée sur l'amélioration de la fiabilité de l'avion que de ses capacités au combat. Cette mise à jour concerna 49 appareils de la version ASA et aussi 15 TF-104G.

## Versions

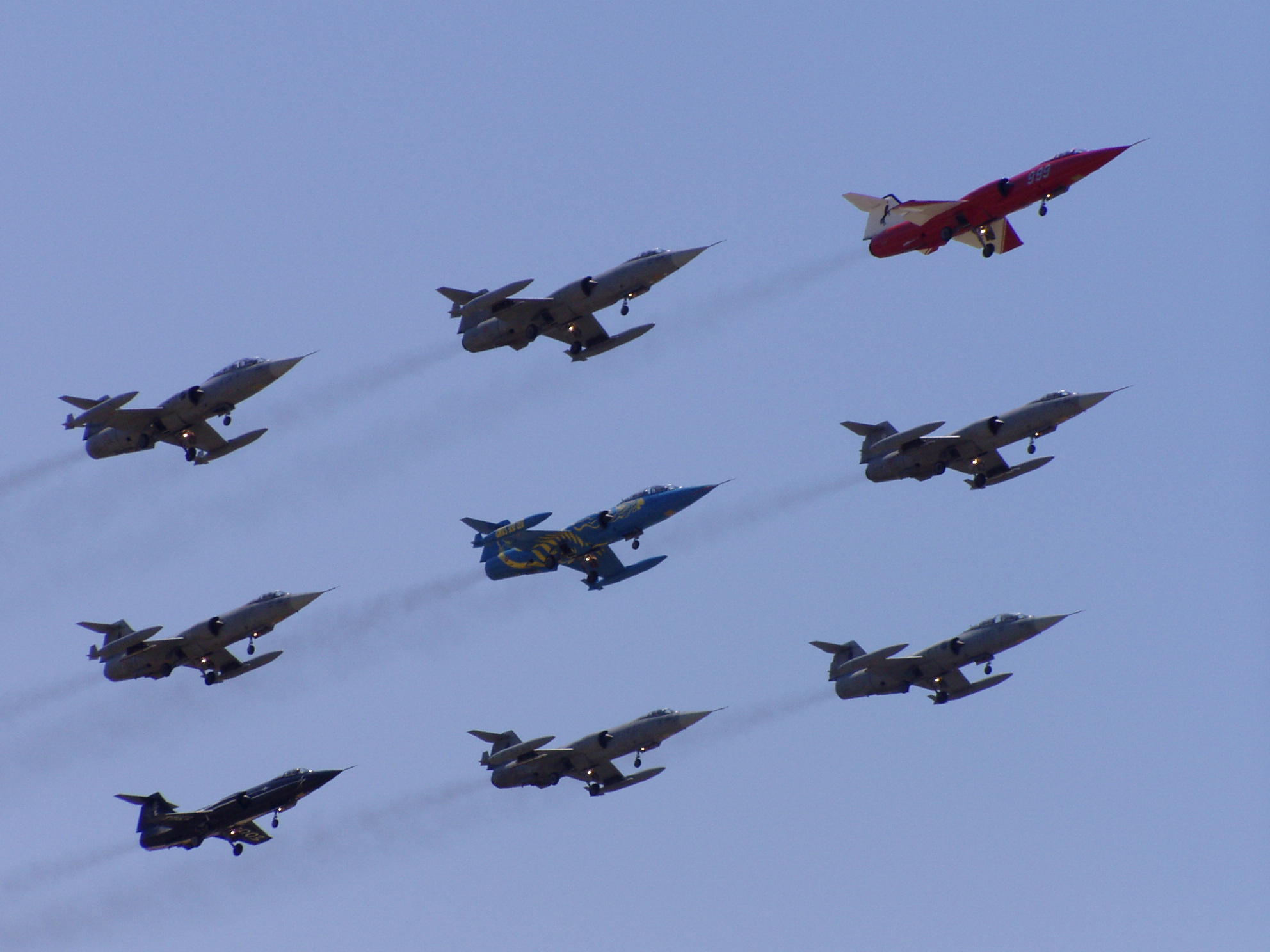
Une formation de F-104S italiens.

- F-104S (Lockheed Model CL-901) : 246 appareils produits essentiellement par Fiat Aviazione et Aeritalia (un avion fut perdu avant sa livraison). L'avion était amélioré pour le rôle d'intercepteur, avec un radar NASARR R-21G/H doté d'un indicateur de cibles mobiles et un illuminateur en signal continu pour les missiles à guidage radar semi-actif (initialement des AIM-7). Il était aussi doté de deux points d'emports supplémentaires sous les ailes et deux autres sous le fuselage (pour un total de neuf pylônes), d'un moteur J79-GE-19 à la puissance majorée, produisant une poussée de 52,8 kN à sec et 79,6 kN avec postcombustion, et de deux stabilisateurs ventraux supplémentaires pour une stabilité améliorée à hautes vitesses supersoniques. Le canon M61 Vulcan de 20 mm fut sacrifié pour faire de la place aux systèmes électroniques liés aux missiles, alors que les versions chasseurs-bombardiers en étaient toujours équipées.

Jusqu'à deux Sparrows et deux Sidewinders (en théorie quatre ou six) étaient emportés sur tous les pylônes d'emport, à l'exception de celui central sous le fuselage. L'avion pouvait aussi théoriquement emporter sept bombes de 340 kg, bien qu'en pratique il se limitait à deux ou quatre bombes de 227 ou 340 kg. Le rayon d'action était de 1 250 km avec quatre réservoirs externes, et la distance franchissable était de 2 490 km.
- F-104S-ASA : (en italien : « Aggiornamento Sistemi d'Arma », « mise à jour des systèmes d'armes ») Version italienne améliorée, construite à 147 exemplaires à partir de cellules existantes. L'avion fut équipé d'un radar Fiat R21G/M1 doté d'une capacité de saut de fréquence, d'un nouveau système IFF et d'un nouvel ordinateur de gestion des armements, ainsi que de la compatibilité avec les missiles tous-aspects AIM-9L et Aspide. En raison de retards dans l'intégration de l’Aspide, il fut divisé en deux sous-versions, ASA-1 pour l'avion encore équipé de Sparrows et ASA-2 pour celui équipé des Aspide lorsqu'il devint disponible. Finalement, tous les F-104 furent mis à jour au standard ASA-2.

Les chasseurs-bombardiers ne reçurent pas d'améliorations majeures, et furent plus tard modifiés aux standards d'interception (CI) sans le canon M61.
- F-104S-ASA/M : (en italien : « Aggiornamento Sistemi d'Arma/Modificato », « mise à jour des systèmes d'armes/modifié ») À partir de 1998, 49 F-104S-ASA et 15 TF-104G biplaces furent portés au standard ASA/M, par l'ajout d'un GPS, d'un nouveau système TACAN et d'une centrale inertielle Litton LN-30A2. L'appareil fut également doté d'affichages de cockpit améliorés et sa cellule fut remise à neuf. Tous les équipements exclusivement destinés à l'attaque au sol furent retirés, comme le système de visualisation infrarouge frontal IRST.

Derniers F-104 en service, les ASA/M furent mis à la retraite en octobre 2004 (la dernière unité équipée était le 10° Gruppo/9° Stormo), et temporairement remplacés par des F-16 en attendant la livraison des Eurofighter Typhoon.

## Spécifications techniques
Données de Jane's All the World's Aircraft, 1976–1977.
Caractéristiques générales
- Équipage : 1 pilote
- Longueur : 16,70 m
- Envergure : 6,68 m
- Hauteur : 4,11 m
- Surface alaire : 18,20 m2
- Masse à vide : 6 760 kg (14 900 lb)
- Masse typique : 9 840 kg (21 690 lb) (décollage en « lisse », aucun armement installé)
- Masse maximale au décollage : 14 060 kg (31 000 lb)
- Moteur : 1 turboréacteur simple flux avec postcombustion General Electric J79-GE-19
  - Poussée à sec : 52,8 kN
  - Poussée avec postcombustion : 79,6 kN

 Performances 
- Vitesse à ne jamais dépasser : Mach 2,2
- Vitesse maximale : Mach 2,2 (2 330 km/h) à 11 000 m (36 000 ft) d'altitude
- Vitesse de croisière : 981 km/h (530 kts) à 11 000 m (36 000 ft) d'altitude
- Rayon d'action en combat : 

  - 1 250 km (675 NM) avec 4 réservoirs additionnels, en configuration d'interception ;
  - 480 km (259 NM) en configuration lo-lo-lo avec 7 bombes M117 de 340 kg (750 lb) ;
  - 608 km (328 NM) en configuration hi-lo-hi avec 7 bombes M117 de 340 kg (750 lb).
- Distance franchissable en convoyage : 2 920 km (1 577 NM)
- Plafond : 

  - Normal : 17 680 m (58 000 ft ;
  - Zoom climb : 27 400 m (90 000 ft).
- Vitesse ascensionnelle : 16 620 m/min (277 m/s)

  - Montée à 10 700 m : 1 min 20 s ;
  - Montée à 17 100 m : 2 min 40 s ;
- Charge alaire : 680 kg/m2
- Rapport poids-poussée : 0,78
- Facteur de charge : -3/+8 g
- Vitesse angulaire :
  - Maximale : 13°/s
  - Continue : 9°/s
- Distances de roulage :
  - Décollage : 830 m ;
  - Atterrissage : 760 m.
- Accélération : à 12 000 m et Mach 2 : 5 min

Armement

- Canons : Canon M61A1 Vulcan de 20 mm, alimenté à raison de 725 obus.
- Points d'emports : 7 points d'emport (bombes) ou 8 points d'emport (missiles) :

  - Ventral : 900 kg (1 984 lb) ;
  - Latéral (fuselage) : 365 kg (805 lb) ;
  - Alaire (intérieur) : 450 kg (992 lb), possède les canalisations pour un réservoir largable ;
  - Alaire (extérieur) : 365 kg (805 lb) ;
  - Extrémité d'aile : 680 kg (1 499 lb), possède les canalisations pour un réservoir largable.
- Missiles : Missiles air-air AIM-9 Sidewinder (tous points d'emport sauf le central) et AIM-7 Sparrow ou Selenia Aspide (points d'emport alaires extérieurs).
- Bombes : bombes diverses sur tous les points d'emport sauf ceux d'extrémité d'aile.

Avionique

- Radar NASARR R-21G/H

## Utilisateurs
- Italie : Aeronautica Militare
- Turquie : Armée de l'air turque